# Adams County (Ohio)
Adams County ist ein County im Bundesstaat Ohio der Vereinigten Staaten. Der Verwaltungssitz (County Seat) ist West Union. Das U.S. Census Bureau hat bei der Volkszählung 2020 eine Einwohnerzahl von 27.477 ermittelt.

## Geographie
Das County liegt im Süden des US-Bundesstaates Ohio unmittelbar an der Grenze zum benachbarten Bundesstaat Kentucky. Adams County umfasst eine Gesamtfläche von 1517 Quadratkilometern, wovon fünf Quadratkilometer Wasserfläche sind. Offiziell gegründet wurde Adams County am 10. Juli 1797. Hauptort ist West Union, gleichzeitig größter Ort im gesamten County. Adams County ist dünn besiedelt Im Jahr 2000 lebten 27.330 Menschen im Adams County, was einer Einwöhnerdichte von lediglich 18 Einwohnern pro Quadratkilometer entspricht (siehe unten, Demographie)
Das County grenzt im Uhrzeigersinn an die Countys: Highland County, Pike County, Scioto County, Lewis County (Kentucky), Mason County (Kentucky) und Brown County.

## Geschichte
Adams County wurde am 10. Juli 1797 aus Teilen des Hamilton County gebildet. Benannt wurde es nach John Adams, dem ersten Vizepräsident und zweiten Präsident der Vereinigten Staaten.
Ein Ort im County hat den Status einer National Historic Landmark, die Great Serpent Mound. 16 Bauwerke und Stätten des Countys sind im National Register of Historic Places eingetragen (Stand 6. April 2018).

## Demografische Daten

Alterspyramide des Adams County

Nach der Volkszählung im Jahr 2000 lebten im Adams County 27.330 Menschen in 10.501 Haushalten und 7.613 Familien. Die Bevölkerungsdichte betrug 18 Einwohner pro Quadratkilometer. Ethnisch betrachtet setzte sich die Bevölkerung zusammen aus 97,77 Prozent Weißen, 0,18 Prozent Afroamerikanern, 0,68 Prozent amerikanischen Ureinwohnern, 0,12 Prozent Asiaten, 0,03 Prozent Bewohnern aus dem pazifischen Inselraum und 0,11 Prozent aus anderen ethnischen Gruppen; 1,10 Prozent stammten von zwei oder mehr Ethnien ab. 0,64 Prozent der Bevölkerung waren spanischer oder lateinamerikanischer Abstammung.
Von den 10.501 Haushalten hatten 34,0 Prozent Kinder und Jugendliche unter 18 Jahre, die bei ihnen lebten. 57,1 Prozent waren verheiratete, zusammenlebende Paare, 10,4 Prozent waren allein erziehende Mütter, 27,5 Prozent waren keine Familien, 24,0 Prozent waren Singlehaushalte und in 11,0 Prozent lebten Menschen im Alter von 65 Jahren oder darüber. Die Durchschnittshaushaltsgröße betrug 2,57 und die durchschnittliche Familiengröße lag bei 3,03 Personen.
Auf das gesamte County bezogen setzte sich die Bevölkerung zusammen aus 26,4 Prozent Einwohnern unter 18 Jahren, 8,7 Prozent zwischen 18 und 24 Jahren, 28,2 Prozent zwischen 25 und 44 Jahren, 23,4 Prozent zwischen 45 und 64 Jahren und 13,3 Prozent waren 65 Jahre alt oder darüber. Das Durchschnittsalter betrug 36 Jahre. Auf 100 weibliche Personen kamen 96,1 männliche Personen. Auf 100 Frauen im Alter von 18 Jahren oder darüber kamen statistisch 94,8 Männer.
Das jährliche Durchschnittseinkommen eines Haushalts betrug 29.315 USD, das Durchschnittseinkommen der Familien betrug 34.714 USD. Männer hatten ein Durchschnittseinkommen von 30.000 USD, Frauen 20.433 USD. Das Prokopfeinkommen betrug 14.515 USD. 12,8 Prozent der Familien und 17,4 Prozent der Bevölkerung lebten unterhalb der Armutsgrenze. Davon waren 20,3 Prozent Kinder oder Jugendliche unter 18 Jahre und 16,0 Prozent waren Menschen über 65 Jahre.

### Orte in Adams County

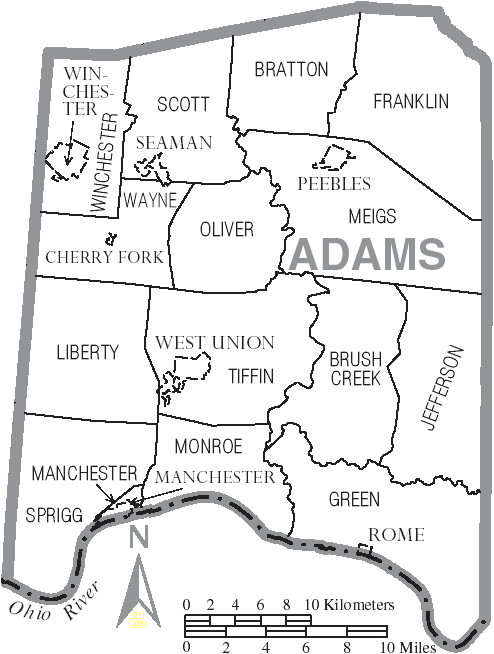
Karte des Adams Countys

#### Kommunen
Die folgenden Kommunen (municipalities) befinden sich im Adams County:
| - Cherry Fork - Manchester - Peebles | - Rome - Seaman | - West Union - Winchester |

#### Townships
| - Bratton Township - Brush Creek Township - Franklin Township - Green Township - Jefferson Township | - Liberty Township - Manchester Township - Meigs Township - Monroe Township - Oliver Township | - Scott Township - Sprigg Township - Tiffin Township - Wayne Township - Winchester Township |